# Вегхубер, Анна
А́нна Вегху́бер (нем. Anna Weghuber; род. 10 августа 1987) — австрийская кёрлингистка.
В составе женской сборной Австрии участник четырёх чемпионатов Европы (лучший результат — тринадцатое место в 2012), в составе смешанной парной сборной Австрии участник двух чемпионатов мира (лучший результат — двадцать шестое место в 2015).
В «классическом» кёрлинге играет в основном на позиции второго.
Является неоднократным чемпионом и призёром чемпионатов Австрии — за спортивную карьеру 4 раза становилась чемпионкой Австрии по кёрлингу среди женщин, 1 раз чемпионом Австрии по кёрлингу среди смешанных команд, 1 раз чемпионом Австрии по кёрлингу среди смешанных пар.
Президент кёрлинг-клуба Danube Curling Club Linz (Линц).

## Достижения
- Чемпионат Австрии по кёрлингу среди женщин: золото (2015, 2017, 2018, 2019), серебро (2013, 2016), бронза (2010, 2012, 2014).[7]
- Чемпионат Австрии по кёрлингу среди смешанных команд: золото (2019), серебро (2014, 2015, 2017), бронза (2013)[8].
- Чемпионат Австрии по кёрлингу среди смешанных пар: золото (1 раз)[9].

## Команды
| Сезон                       | Четвёртый         | Третий            | Второй            | Первый              | Запасной                              | Турниры              |
| --------------------------- | ----------------- | ----------------- | ----------------- | ------------------- | ------------------------------------- | -------------------- |
| 2012—13                     | Карина Тот        | Constanze Hummelt | Анна Вегхубер     | Marijke Reitsma     | тренеры: Andreas Winkler, Ули Капп    | ЧЕ 2012 (13 место)   |
| 2013—14                     | Constanze Hummelt | Andrea Höfler     | Анна Вегхубер     | Marijke Reitsma     | Tina Sauerstein тренер: Дик Хендерсон | ЧЕ 2013 (14 место)   |
| 2014—15                     | Карина Тот        | Constanze Hummelt | Анна Вегхубер     | Andrea Höfler       | Marijke Reitsma тренер: Дик Хендерсон | ЧЕ 2014 (14 место)   |
| 2015—16                     | Ханна Августин    | Marijke Reitsma   | Elisabeth Trauner | Rebecca Rose Csenár | Анна Вегхубер тренер: Дик Хендерсон   | ЧЕ 2015 (20 место)   |
| Кёрлинг среди смешанных пар |                   |                   |                   |                     |                                       |                      |
| 2014—15                     | Анна Вегхубер     | Маркус Шагерль    |                   |                     | тренер: Manfred Weghuber              | ЧМСП 2015 (26 место) |
| 2017—18                     | Анна Вегхубер     | Маркус Шагерль    |                   |                     | тренеры: Ули Капп, Philipp Gahleitner | ЧМСП 2018 (32 место) |

(скипы выделены полужирным шрифтом)